# Masti
Masti è un film del 2004 diretto da Indra Kumar.